# Franz Cölestin Schneider
Pour les articles homonymes, voir Schneider.
Franz Cölestin Schneider, né le 28 septembre 1812 à Krems an der Donau et mort le 29 novembre 1897 à Vienne, est un médecin et chimiste autrichien. 

## Biographie
Il étudie la médecine à l'Université de Vienne et obtient son doctorat en médecine en 1842, et son doctorat en chirurgie l'année suivante. Il devient médecin généraliste à Herzogenburg, puis travaille comme assistant du chimiste Adolf Martin Pleischl (en) (1787–1867) à Vienne.
En 1850, il obtient son doctorat en chimie inorganique et organique à Vienne. Deux ans plus tard, il est nommé professeur de sciences chirurgicales au Josephinum de Vienne, où il donne des cours de physique, de chimie et d'histoire naturelle. En 1870, il succède à Josef Redtenbacher (1810-1870) au département de chimie générale et médicale de l'Université de Vienne. Au cours de l'année suivante, il subit des lésions oculaires à la suite d'un accident au laboratoire. En février 1876, il est nommé avec le grade de sous-secrétaire au ministère de l'Intérieur.
Schneider est reconnu pour avoir introduit la toxicologie médico-légale en Autriche. Il a développé de nouvelles méthodes pour détecter l'arsenic et le mercure dans le corps humain.

## Publications
- 1852 : Die gerichtliche Chemie, für Gerichtsaerzte und Juristen bearb.
- 1853 : Anfangsgründe der Chemie.
- 1855 : Commentar zur neuen österreichischen Pharmacopöe.